# Шинель (фильм, 1926)
«Шинель» — советский немой художественный фильм режиссёров Григория Козинцева и Леонида Трауберга. Эксцентрическая трагикомедия, обозначенная авторами как кинопьеса в манере Гоголя.

## Сюжет

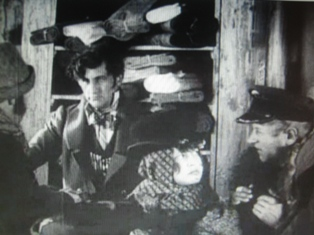
Кадр из фильма

В основе сюжета две повести Николая Васильевича Гоголя: «Невский проспект» и «Шинель», объединённые введением общего персонажа — Акакия Акакиевича Башмачкина.
Приехавший в Санкт-Петербург помещик Птицин, пытается при помощи взятки добиться благосклонного решения своей тяжбы с соседом. При помощи шулера и шантажиста Ярыжки он находит готового взять деньги чиновника. Осторожный Башмачкин, на которого выходит мздоимец, не желает браться за опасное предприятие, хотя и не может устоять под чарами прекрасной незнакомки, встреченной им на Невском проспекте. Позднее Акакий Акакиевич догадался, что женщина его мечты всего лишь сообщница мошенников. Опасаясь наказания, напуганный чиновник становится ещё более нелюдимым, всё старательнее отгораживаясь от людей.
Спустя годы, уже постаревший и одряхлевший титулярный советник Башмачкин был вынужден ценой невероятных усилий, экономя последние копейки, сшить на заказ у портного Петровича новую шинель. Она олицетворяла для него так много, что нельзя было не влюбиться в это произведение портняжного искусства. Старый служака буквально помолодел, когда примерил обновку с тёплым меховым воротником. Друзья-чиновники устроили небольшую вечеринку в честь коллеги, но той же ночью бедный Башмачкин был ограблен по дороге с гулянки домой. Он пытался жаловаться и ходил со своей бедой к начальству. Его гнали и не желали слушать, а некоторое время спустя убитый горем Акакий Акакиевич тихо скончался, закончив бессмысленной смертью бессмысленную жизнь.

## В ролях
- Андрей Костричкин — Акакий Акакиевич Башмачкин
- Антонина Еремеева — девушка-«небесное создание»
- Алексей Каплер — «незначительное лицо», позже ставшее «значительным лицом»
- Эмиль Галь — портной
- Сергей Герасимов — Ярыжка, шулер-шантажист
- Олег Жаков — сослуживец Башмачкина
- Янина Жеймо — подручная портного
- Владимир Лепко — Петрович, портной
- Павел Березин — чиновник
- Татьяна Вентцель — цирюльник
- Пётр Соболевский — чиновник
- Ксения Денисова — Аграфена
- Николай Городничев — Пётр Петрович Птицын, помещик (нет в титрах)
- Александра Тришко — дама с собачкой (нет в титрах)

## Съёмочная группа
- Сценарист: Юрий Тынянов
- Режиссёры: Григорий Козинцев, Леонид Трауберг
- Оператор: Андрей Москвин, Евгений Михайлов
- Художник: Евгений Еней
- Ассистент: Борис Шпис
- Помощники режиссёра: Сергей Шкляревский, Владимир Петров, Дмитрий Фишов

## Критика
Историк кино Николай Лебедев писал в «Очерке истории кино СССР»: «Из гуманистической повести о маленьком, обиженном жизнью человеке „Шинель“ Гоголя была превращена в гофманианский гротеск…Причудливо фантастическая игра актёров, ирреальные декорации, контрастные сопоставления сна и действительности, мистико-романтическое освещение и гротесковая композиция кадров — всё это искусно передавало чисто кинематографическими средствами ту фантасмагорическую „игру с реальностью“, которая имелась в литературном сценарии». Он также отмечал, что «„затруднённость формы“ была доведена до логического конца: местами зритель не понимал, что происходит на экране».